# 朱廷位
朱廷位，山東济南府莱芜县人，清朝政治人物、進士出身。

## 生平
崇禎十五年（1642年），壬午科山東鄉試中舉。清朝順治三年（1646年），登進士，授河南唐县知县，后改任江西廣昌縣知縣。